# Запремински интеграл
У математици – специфично у анализи више променљивих – израз запремински интеграл се односи на интеграл над 3-димензионим доменом. 
Запремински интеграл је троструки интеграл константне функције 1, који даје запремину области D, то јест, интеграл 
{\displaystyle \operatorname {Vol} (D)=\iiint \limits _{D}dx\,dy\,dz.}
Ово такође може да представља троструки интеграл унутар области D из R3 функције {\displaystyle f(x,y,z),} и обично се записује:
{\displaystyle \iiint \limits _{D}f(x,y,z)\,dx\,dy\,dz.}
Запремински интеграл у цилиндричним координатама је
{\displaystyle \iiint \limits _{D}f(r,\theta ,z)\,r\,dr\,d\theta \,dz,}
а запремински интеграл у сферним координатама је облика
{\displaystyle \iiint \limits _{D}f(\rho ,\theta ,\phi )\,\rho ^{2}\sin \phi \,d\rho \,d\phi \,d\theta .}